# Rosalind Canter
Rosalind Amy Canter, també coneguda com Ros Canter (Hallington, 13 de gener de 1986), és una genet britànica que competeix en la modalitat de concurs complet d'equitació.

## Biografia
Va guanyar dues medalles d'or en el Campionat Mundial de Concurs Complet de 2018 en proves individuals i per equips amb el seu cavall Alistar B quatre medalles d'or en el Campionat Europeu de Concurs Complet entre els anys 2017 i 2023.
Al Campionat Europeu de Concurs Complet de 2023, Rosalind Canter i el seu cavall Lordships Graffalo van guanyar dues medalles d'or en guanyar la prova individual i per equips amb Laura Collett, Yasmin Ingham i Kitty King. Aquests dos títols li van permetre assolir el primer lloc del rànquing mundial.
Ha participat en els Jocs Olímpics de París 2024, obtenint una medalla d'or en la prova per equips, juntament amb Tom McEwen i Laura Collett. tot i que va rebre 15 penalitzacions durant la prova de fons per haver perdut una bandera durant el 21è obstacle. Després que l'equip britànic va apel·lar i va demanar la visualització del vídeo, finalment es van aixecar les sancions. Un cop acabada la prova de salt d'obstacles, el trio va guanyar la medalla d'or, la primera per a l'equip britànic en aquests Jocs.

## Palmarès internacional
| Hípica als Jocs Olímpics | Hípica als Jocs Olímpics | Hípica als Jocs Olímpics | Hípica als Jocs Olímpics |
| Any                      | Lloc                     | Medalla                  | Categoria                |
| ------------------------ | ------------------------ | ------------------------ | ------------------------ |
| 2024                     | París França             | 1                        | Per equips               |
| Campionat Mundial        |                          |                          |                          |
| Any                      | Lloc                     | Medalla                  | Categoria                |
| 2018                     | Tryon Estats Units       | 1                        | Individual               |
| 2018                     | Tryon Estats Units       | 1                        | Per equips               |
| Campionat Europeu        |                          |                          |                          |
| Any                      | Lloc                     | Medalla                  | Categoria                |
| 2017                     | Strzegom Polònia         | 1                        | Per equips               |
| 2021                     | Avenches Suïssa          | 1                        | Per equips               |
| 2023                     | Le Pin-au-Haras França   | 1                        | Individual               |
| 2023                     | Le Pin-au-Haras França   | 1                        | Per equips               |